# Parafia Świętej Trójcy w Mikstacie
Parafia Świętej Trójcy w Mikstacie – parafia rzymskokatolicka należąca do dekanatu Mikstat diecezji kaliskiej. Mieści się przy ulicy Grabowskiej. Prowadzą ją księża diecezjalni.

## Historia parafii
Parafia została utworzona w 1636 roku. 

## Proboszczowie
- ks. Wojciech Kurello (1598)
- ks. Wojciech z Odolanowa (1598-1636)
- ks. Jan z Borku Delaskowicz (1636-1645)
- ks. Józef z Bużenia Grodkowicz (1645-1656)
- ks. Grzegorz Tuławski (1656-1657)
- ks. Wojciech Więckowski (1657-1676)
- ks. Adam Niesobowicz (1676-1677)
- ks. Jakub Wojciński (1677-1689)
- ks. Paweł Wojciński (1689-1690)
- ks. Bartłomiej Potworzewski (1690)
- ks. Antoni Królikowski (1690)
- ks. Stanisław Świętkowicz (1690)
- ks. Andrzej Fogler (1690-1691)
- ks. Ignacy Olszewski (1691-1697)
- ks. Mikołaj Jankowski (1697-1710)
- ks. Józef Maniszewski (1710)
- ks. Alexy Świderski (1710-1715)
- ks. Jan Sępkowicz (1715)
- ks. Wojciech Schneider (1715-1719)
- ks. Marcin Osuchowski (1719-1721)
- ks. Jan Staszkowski (1721-1725)
- ks. Alexy Świderski (1725-1727)
- ks. Marcin Osuchowski (1727-1741)
- ks. Augustyn Trachowski (1741-1744)
- ks. Jan Szukalski (1744-1745)
- ks. Bartłomiej Jasiński (1745-1751)
- ks. Mateusz Wierzbiński (1751)
- ks. Paweł Możański (1751)
- ks. Stanisław Pluciński (1751-1761)
- ks. Wojciech Irzycki razem z ks. Wojciechem Starowiczem (1761-1762)
- ks. Andrzej Hamerski (1762-1765)
- ks. Wawrzyniec Starowicz (1765-1774)
- ks. Marcin Pierzchalski (1774-1775)
- ks. Walenty Łapczyński (1775-1791)
- ks. Wojciech Kierzewski (1791-1808)
- ks. Łukasz Marszałkowski (1808-1822)
- ks. Ludwik Szymkiewicz (1822-1834)
- ks. Idzi Żgliński (1834-1843)
- ks. Michał Trońkowski (1843-1851)
- ks. Antoni Klajner (1851-1853)
- ks. Symforyan Tomicki (1853-1858)
- ks. Józef Poszwiński (1858-1860)
- ks. Wojciech Sierakowski (1860-1863)
- ks. Franciszek Iwaszkiewicz (1863-1885)
- ks. Józef Kawrowski (1885-1890)
- ks. Józef Jurek (1890-1893)
- ks. Antoni Zarzycki (1893-1906)
- ks. Franciszek Ruszczyński (1906-1920)
- ks. Bonifacy Rosochowicz (1920-1946)
- ks. Józef Paschke (1946-1954)
- ks. Bernard Langkau (1954-1983)
- ks. Kazimierz Mądry (1983-2006)
- ks. Krzysztof Ordziniak (od 2006)[1]